# شيروية الأسواري
شيروية الأسواري هو نبيل فارسي كان جزءًا من وحدة الأسواران الساسانية لكن لاحقًا انشق للخلافة الراشدة حيث أصبحت تعرف بالأساورة. استقر في البصرة وتزوج أميرة ساسانية تدعى مرجانة وأقام له قصر في على قناة في البصرة.